# (423) Diotime
(423) Diotime, internationalement (423) Diotima, est l'un des plus gros astéroïdes de la ceinture principale d'astéroïdes. Il est classé comme astéroïde de type C et est probablement composé de matériau primitif carboné.
Il a été découvert par l'astronome français Auguste Charlois le 7 décembre 1896, à Nice. À la fin des années 1990, un réseau d'astronomes dans le monde entier a recueilli des données de courbes de lumière qui furent utilisées pour calculer les paramètres de rotation et les formes modélisées de 10 nouveaux astéroïdes, y compris pour (423) Diotime. 
La courbe de lumière pour cet astéroïde varie sensiblement en fonction de sa position, avec des variations de luminosité allant de presque zéro à un maximum de +0,2 de magnitude. Dunham (2002) a pu déduire 15 cordes et obtenir une taille significative estimée de 171 × 138 kilomètres.

## Nom
Diotime est nommé d'après Diotime de Mantinée, une prêtresse qui était l'un des enseignants de Socrate. Cet astéroïde compte parmi l'une des sept découvertes de Charlois qui furent expressément nommées par l'Institut de calcul astronomique